# Tommy Andrianatvoo
Thomas „Tommy” Andrianatvoo  (ur. 1 kwietnia 1945) – madagaskarski judoka.
Brał udział w igrzyskach olimpijskich w 1972 (Monachium). Startował w wadze ciężkiej. Odpadł z rywalizacji już w pierwszej rundzie, po porażce z Klausem Glahnem z NRD (przez ippon), który zdobył na tych zawodach srebrny medal. W czasie trwania igrzysk, Andrianatvoo miał około 175 cm wzrostu i 105 kg wagi.